# Wioślarstwo na Letnich Igrzyskach Olimpijskich 2020 – czwórka bez sternika kobiet
Rywalizacja w czwórce bez sternika kobiet w wioślarstwie na Letnich Igrzyskach Olimpijskich 2020 rozgrywana była między 24 a 28 lipca na Sea Forest Waterway.
Do zawodów zgłoszonych zostało 10 osad.

## Terminarz
Wszystkie godziny podane są w czasie brazylijskim (UTC+09:00).
| Data          | Godzina     |                 |
| Data          | UTC+09:00   |                 |
| ------------- | ----------- | --------------- |
| 24 lipca 2021 | 11:20       | Eliminacje      |
| 25 lipca 2021 | 13:00       | Repasaże        |
| 28 lipca 2021 | 08:30 09:50 | Finał B Finał A |

## Wyniki

### Eliminacje
Do finału awansowały dwie pierwsze osoady z każdego biegu. Pozostałe osady wzięły udział w repasażach.
Bieg 1
| Pozycja | Tor | Zawodniczki                                                        | Reprezentacja   | Czas    | Uwagi |
| ------- | --- | ------------------------------------------------------------------ | --------------- | ------- | ----- |
| 1.      | 4   | Ellen Hogerwerf Karolien Florijn Ymkje Clevering Veronique Meester | Holandia        | 6:33,47 | FA    |
| 2.      | 3   | Lin Xinyu Wang Fei Qin Miaomiao Lu Shiyu                           | Chiny           | 6:38,54 | FA    |
| 3.      | 1   | Jennifer Martins Kristina Walker Nicole Hare Stephanie Grauer      | Kanada          | 6:40,07 |       |
| 4.      | 2   | Rowan McKellar Harriet Taylor Karen Bennett Rebecca Shorten        | Wielka Brytania | 6:41,02 |       |
| 5.      | 5   | Maria Wierzbowska Olga Michałkiewicz Monika Chabel Joanna Dittmann | Polska          | 6:48,33 |       |

Bieg 2
| Pozycja | Tor | Zawodniczki                                                                 | Reprezentacja     | Czas    | Uwagi |
| ------- | --- | --------------------------------------------------------------------------- | ----------------- | ------- | ----- |
| 1.      | 1   | Lucy Stephan Rosemary Popa Jessica Morrison Annabelle McIntyre              | Australia         | 6:28,76 | FA    |
| 2.      | 2   | Aifric Keogh Eimear Lambe Fiona Murtagh Emily Hegarty                       | Irlandia          | 6:28,99 | FA    |
| 3.      | 3   | Madalina Heghes Elena Logofatu Cristina Popescu Roxana Anghel               | Rumunia           | 6:40,02 |       |
| 4.      | 5   | Madeleine Wanamaker Clare Collins Kendall Chase Grace Luczak                | Stany Zjednoczone | 6:43,80 |       |
| 5.      | 4   | Trine Dahl Pedersen Christina Johansen Frida Sanggaard Nielsen Ida Jacobsen | Dania             | 6:50,15 |       |

### Repasaże
Dwie pierwsze osady awansowały do finału A pozostałe do finału B.
| Pozycja | Tor | Zawodniczki                                                                 | Reprezentacja     | Czas    | Uwagi |
| ------- | --- | --------------------------------------------------------------------------- | ----------------- | ------- | ----- |
| 1.      | 2   | Rowan McKellar Harriet Taylor Karen Bennett Rebecca Shorten                 | Wielka Brytania   | 6:46,20 | FA    |
| 2.      | 1   | Maria Wierzbowska Olga Michałkiewicz Monika Chabel Joanna Dittmann          | Polska            | 6:46,57 | FA    |
| 3.      | 4   | Madalina Heghes Elena Logofatu Cristina Popescu Roxana Anghel               | Rumunia           | 6:47,38 |       |
| 4.      | 3   | Jennifer Martins Kristina Walker Nicole Hare Stephanie Grauer               | Kanada            | 6:51,71 |       |
| 5.      | 5   | Madeleine Wanamaker Clare Collins Kendall Chase Grace Luczak                | Stany Zjednoczone | 6:53,26 |       |
| 6.      | 6   | Trine Dahl Pedersen Christina Johansen Frida Sanggaard Nielsen Ida Jacobsen | Dania             | 7:01,17 |       |

### Finały
Finał B
| Pozycja | Tor | Zawodniczki                                                                 | Reprezentacja     | Czas    | Uwagi |
| ------- | --- | --------------------------------------------------------------------------- | ----------------- | ------- | ----- |
| 1.      | 1   | Madeleine Wanamaker Clare Collins Kendall Chase Grace Luczak                | Stany Zjednoczone | 6:33,65 |       |
| 2.      | 4   | Trine Dahl Pedersen Christina Johansen Frida Sanggaard Nielsen Ida Jacobsen | Dania             | 6:34,72 |       |
| 3.      | 2   | Madalina Heghes Elena Logofatu Cristina Popescu Roxana Anghel               | Rumunia           | 6:35,12 |       |
| 4.      | 3   | Jennifer Martins Kristina Walker Nicole Hare Stephanie Grauer               | Kanada            | 6:35,13 |       |

Finał A
| Pozycja | Tor | Zawodniczki                                                        | Reprezentacja   | Czas    | Uwagi |
| ------- | --- | ------------------------------------------------------------------ | --------------- | ------- | ----- |
| złoto   | 3   | Lucy Stephan Rosemary Popa Jessica Morrison Annabelle McIntyre     | Australia       | 6:15,37 |       |
| srebro  | 4   | Ellen Hogerwerf Karolien Florijn Ymkje Clevering Veronique Meester | Holandia        | 6:15,71 |       |
| brąz    | 2   | Aifric Keogh Eimear Lambe Fiona Murtagh Emily Hegarty              | Irlandia        | 6:20,46 |       |
| 4.      | 1   | Rowan McKellar Harriet Taylor Karen Bennett Rebecca Shorten        | Wielka Brytania | 6:21,52 |       |
| 5.      | 5   | Lin Xinyu Wang Fei Qin Miaomiao Lu Shiyu                           | Chiny           | 6:25,13 |       |
| 6.      | 6   | Maria Wierzbowska Olga Michałkiewicz Monika Chabel Joanna Dittmann | Polska          | 6:29,95 |       |